# Fuerzas Armadas de Arabia Saudita

Bandera de las Fuerzas Armadas de Arabia Saudita

Las Fuerzas Armadas de Arabia Saudita (FAAS) (en árabe: القُوَّات المُسَلَّحَة السُّعُودِيَّة, romanizado: Al-Quwwat al-Musallahah al-Malakiyah as-Su'ūdiyah), también conocidas como Fuerzas Armadas Reales Sauditas, forman parte de las fuerzas militares del Reino de Arabia Saudita. Se compone del Real Ejército Saudita, la Real Armada Saudita, la Real Fuerza Aérea Saudita, la Real Fuerza de Defensa Aérea Saudita y la Fuerza Real de Misiles Estratégicos Saudita . El Rey de Arabia Saudita es el comandante en jefe supremo de todas las Fuerzas Militares y forma la política militar con el Ministerio de Defensa y el Ministerio del Interior. Las cinco Fuerzas Armadas son una de las ocho fuerzas militares de Arabia Saudita; las otras son la Guardia Nacional Real Saudita (bajo el control administrativo del Ministerio de la Guardia Nacional), el Regimiento de la Guardia Real Saudita y la Guardia Real de Fronteras Sauditas.
Las Fuerzas Armadas Reales Sauditas son una de las mejor financiadas del mundo, teniendo el sexto presupuesto de defensa más grande del mundo.

## Historia
Los primeros pasos hacia la creación de una fuerza armada institucionalizada para Arabia Saudita comenzaron en la década de 1940, cuando los soldados sauditas contaban con un número aproximado de 1.000-1.500, Gaub afirma que los oficiales procedían en su mayoría de las tropas otomanas que habían servido al Jerife de La Meca antes de su expulsión en 1924. En 1943 se creó un Ministerio de Defensa, se fundó una escuela militar en Taif y el Reino Unido inició los esfuerzos para intentar crear una fuerza profesional. Tras el fracaso de este programa británico, un programa estadounidense posterior que se puso en marcha a partir de 1951 tampoco alcanzó su objetivo (la creación de entre tres y cinco Equipos de Combate de Regimiento). El crecimiento de las fuerzas armadas se ralentizó hasta situarse entre 7.500 y 10.000 efectivos en 1953. La ampliación se detuvo a finales de la década de 1950 debido a luchas internas sauditas por el poder (incluidos dos complots de oficiales de alto rango) y a problemas geopolíticos, como la Revolución de los Oficiales Libres en Egipto y el brutal golpe de Estado baasista en Irak, en los que los ejércitos árabes poscoloniales derrocaron a las monarquías nacionales a las que habían jurado lealtad en 1952 y 1958, respectivamente. Estos acontecimientos llevaron a los sauditas a la conclusión racional de que su propio ejército podía suponer una amenaza potencial mayor para su línea que cualquiera de sus vecinos. En las décadas siguientes, aunque el Reino experimentó una expansión económica y una modernización sin precedentes, las Fuerzas Armadas Reales permanecieron contenidas. Desde finales de la década de 1950 hasta finales de la de 1970, los sauditas ampliaron y modernizaron su ejército, pero a un ritmo estancado, a pesar de que la región estaba regularmente en guerra. En 1969, las fuerzas de Yemen del Sur atacaron el reino a lo largo de la frontera, pero fueron rápidamente derrotadas por las fuerzas reales y aliadas. Cuando estalló la Guerra del Yom-Kipur en 1973, Arabia Saudita utilizó el "petróleo como arma" para ayudar a la causa árabe; esta estrategia influyó significativamente en la opinión mundial contra Israel, aunque sigue sin estar claro hasta qué punto. Tras estos éxitos, los sauditas sólo aumentarían de forma limitada el apoyo a sus fuerzas armadas a raíz de la toma de la Gran Mezquita en 1979. En la década de 1980, Arabia Saudita se convirtió en una importante fuente de ayuda financiera, aunque no militar, para los muyahidines en Afganistán y para el régimen de Sadam Huseín en su guerra contra el Irán revolucionario. La Guerra del Golfo de 1991 supuso la mayor amenaza para el Reino en la historia moderna y el mayor despliegue de las Fuerzas Armadas Sauditas de la historia, con la participación activa de todos los niveles del ejército saudita como parte de la coalición de la ONU contra Irak.
En 1987, los miembros de la fuerza aérea, el ejército y la armada solían ser principalmente reclutas de grupos de personas sin una fuerte identidad del sistema tribal de Néyed y personas procedentes de zonas urbanas.
El rey Abdullah avanzó cada vez más hacia una reforma militar integral tras lo que consideró una respuesta fallida de las fuerzas sauditas a las incursiones houthi en 2009.
A principios de la década de 2010, tras casi 20 años de aumentos relativamente modestos del gasto militar, el Gobierno Saudita emprendió una expansión sin precedentes de las fuerzas armadas del Reino. Este cambio de política fue encabezado principalmente por el príncipe heredero Mohammed bin Salman, que asumió el cargo de ministro de Defensa en 2015. Se cree que la continua expansión de alto nivel de las Fuerzas Armadas Sauditas fue una respuesta no solo a las amenazas a corto plazo (incluidas las incursiones de los rebeldes yemeníes y el ascenso del ISIS (Islamic State of Iraq and Syria; Estado Islámico de Irak y Siria)), sino a las preocupaciones estratégicas regionales a largo plazo, a saber, la creciente fuerza de Irán y el futuro incierto del papel de Estados Unidos en la región.
En 2019, el gobierno de Arabia Saudita declaró que las mujeres pueden empezar a trabajar en el ejército. Antes solo podían trabajar en la policía.

## Servicios militares
Las fuerzas armadas son principalmente responsabilidad del Ministerio de Defensa y Aviación, que también supervisa la construcción de aeropuertos civiles, así como de bases militares y departamentos de meteorología.
El príncipe heredero Sultán bin Abdulaziz fue ministro de Defensa y Aviación de Arabia Saudita de 1962 a 2011. El viceministro, Abdulrahman bin Abdulaziz, era su hermano mayor y ocupó el cargo hasta noviembre de 2011. Su hijo mayor, Khalid bin Sultan, fue nombrado viceministro en 2001 y estuvo en el cargo hasta abril de 2013.

## Gastos de defensa

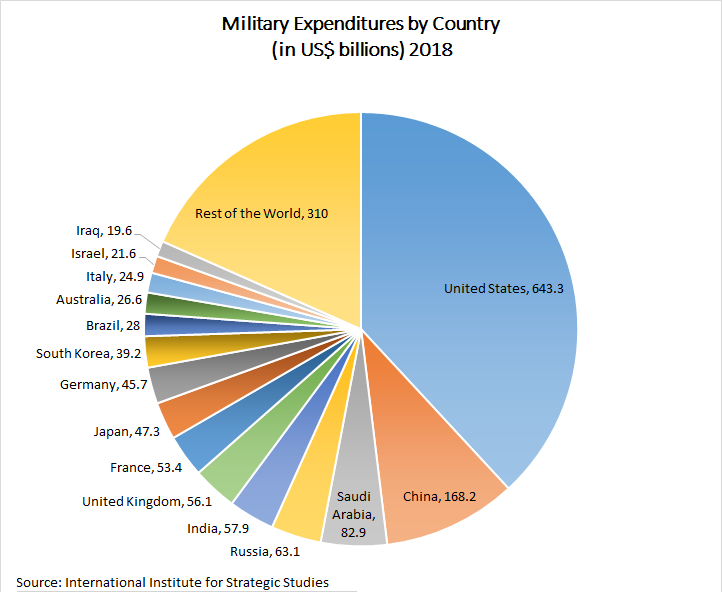
Gráfico circular que muestra el gasto militar mundial por país en 2018, en miles de millones de dólares, según el Instituto Internacional de Estudios Estratégicos.

El gasto en defensa y seguridad ha aumentado significativamente desde mediados de la década de 1990 y rondaba los 67.000 millones de dólares en 2013. Arabia Saudita se encuentra entre las cinco primeras naciones del mundo en gasto público para sus fuerzas armadas, representando alrededor del 9% del PIB (Producto Interno Bruto) en 2013. Su moderno arsenal de alta tecnología hace de Arabia Saudita una de las naciones más armadas del mundo y su equipamiento militar es suministrado principalmente por Estados Unidos, Francia y Gran Bretaña. Según el SIPRI (Stockholm International Peace Research Institute; Instituto Internacional de Estocolmo para la Investigación de la Paz), en 2010-2014 Arabia Saudita se convirtió en el segundo mayor importador de armas del mundo, recibiendo cuatro veces más armas importantes que en 2005-2009. Las principales importaciones en 2010-2014 incluyeron 45 aviones de combate del Reino Unido, 38 helicópteros de combate de Estados Unidos, 4 aviones cisterna de España y más de 600 vehículos blindados de Canadá. Arabia Saudita tiene una larga lista de pedidos pendientes de armamento, entre ellos 27 aviones de combate más del Reino Unido, 154 aviones de combate de Estados Unidos y un gran número de vehículos blindados de Canadá.
Estados Unidos vendió más de 80.000 millones de dólares en material militar entre 1951 y 2006 al ejército saudita. En comparación, las Fuerzas de Defensa de Israel recibieron 53.600 millones de dólares en subvenciones militares estadounidenses entre 1949 y 2007. El 20 de octubre de 2010, el Departamento de Estado de Estados Unidos notificó al Congreso su intención de realizar la mayor venta de armas de la historia estadounidense: una compra estimada en 60.500 millones de dólares por parte del Reino de Arabia Saudita. El paquete representaba una mejora considerable de la capacidad ofensiva de las Fuerzas Armadas Sauditas. Estados Unidos hizo hincapié en que la transferencia de armas aumentaría la "interoperabilidad" con las fuerzas estadounidenses. En la Guerra del Golfo Pérsico, contar con fuerzas sauditas entrenadas por Estados Unidos, junto con instalaciones militares construidas según las especificaciones estadounidenses, permitió al ejército estadounidense desplegarse en un entorno de batalla cómodo y familiar. Este nuevo acuerdo aumentaría estas capacidades, ya que está a punto de construirse una infraestructura militar estadounidense avanzada. El gobierno estadounidense también estaba en conversaciones con Arabia Saudita sobre la posible venta de mejoras navales avanzadas y de defensa antimisiles.
El Reino Unido también ha sido uno de los principales proveedores de material militar de Arabia Saudita desde 1965.
Canadá obtuvo recientemente un contrato por valor de al menos 10.000 millones de dólares para suministrar vehículos militares blindados al ejército saudita.

## Ramas de servicio

### Ejército

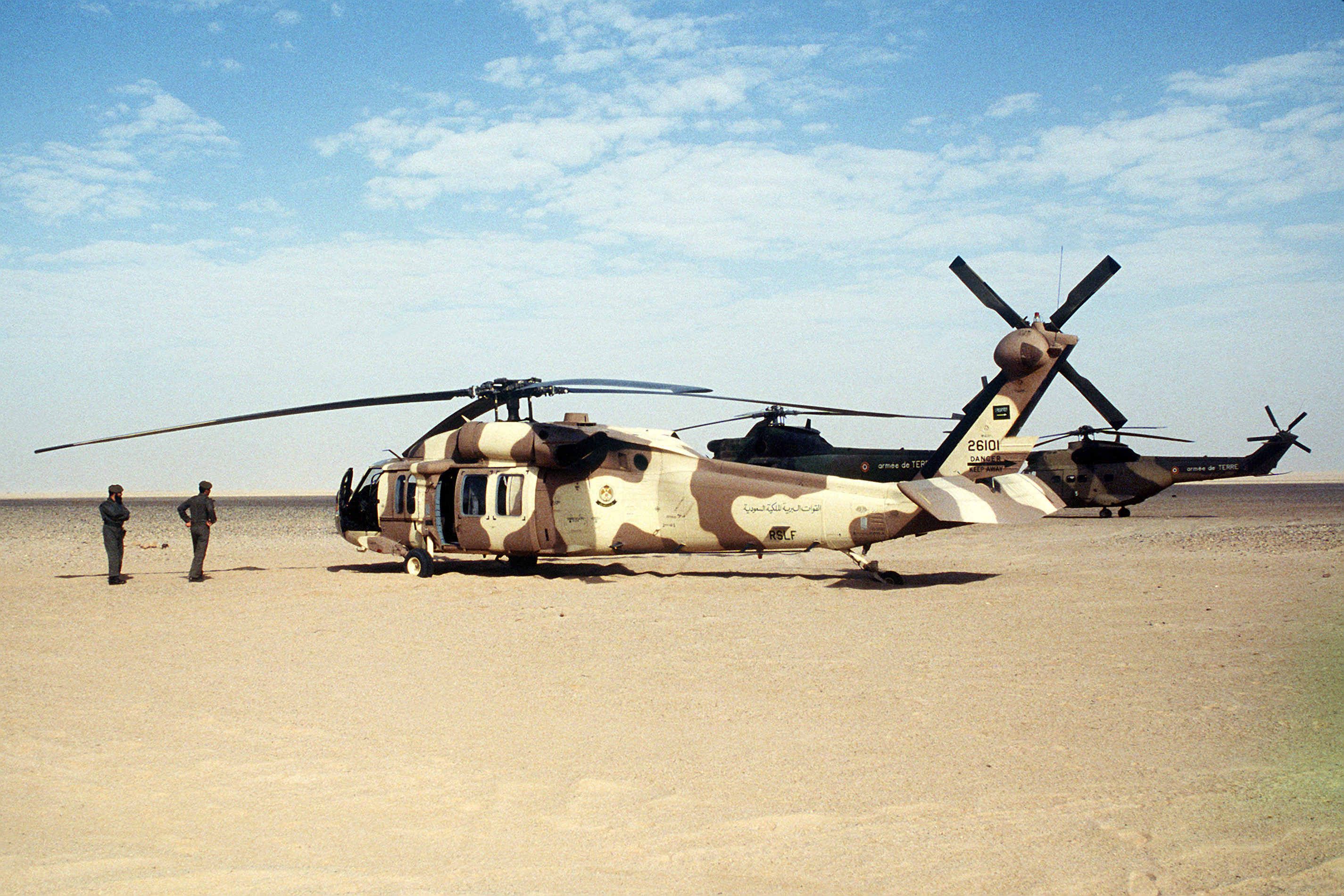
Helicóptero UH-60 Blackhawk del ejército saudita durante la Operación Escudo del Desierto.

Las Fuerzas Terrestres Reales Sauditas están compuestas por tres brigadas acorazadas, cinco brigadas mecanizadas, una brigada aerotransportada, una brigada de la Guardia Real y ocho batallones de artillería. El ejército también tiene un mando de aviación con dos brigadas de aviación.
El equipo principal del ejército consiste en una combinación de vehículos blindados de fabricación francesa y estadounidense: 315 carros de combate principales M-1A2 Abrams, 290 AMX-30 y 450 M60A3; 300 vehículos de reconocimiento; más de 570 AMX-10P y 400 vehículos blindados de combate de infantería M-2 Bradley; más de 3.000 M113 y 100 vehículos blindados de transporte de tropas Al-Fahd, fabricados en Arabia Saudita; más de 200 piezas de artillería remolcadas, 110 piezas de artillería autopropulsadas, 60 lanzacohetes múltiples, 400 morteros, 10 misiles tierra-tierra, unas 2.000 armas antitanque guiadas, unos 200 lanzacohetes, 450 lanzadores sin retroceso, 12 helicópteros de ataque, más de 50 helicópteros de transporte y 1.000 misiles tierra-aire.
En 1996, Arabia Saudita tenía ciudades militares en el noreste, la Ciudad Militar Rey Khalid, en Tabuk, en Dharhran y en Abha, en el suroeste. En 1996 se informó de que la construcción de una ciudad militar en Jizan, orientada hacia Yemen, había comenzado con el vertido del primer hormigón por parte del ministro de Defensa, el príncipe Sultán, el 8 de mayo de 1996.
El Estudios sobre Países de la Biblioteca del Congreso sobre Arabia Saudita, publicado en 1992, señalaba que "el ejército ha sufrido una escasez crónica de efectivos, que en el caso de algunas unidades se estima entre el 30 y el 50 por ciento. Esta escasez se ha visto agravada por una política relajada que permitía un considerable absentismo y por un grave problema para retener a los técnicos y suboficiales experimentados.

### Marina

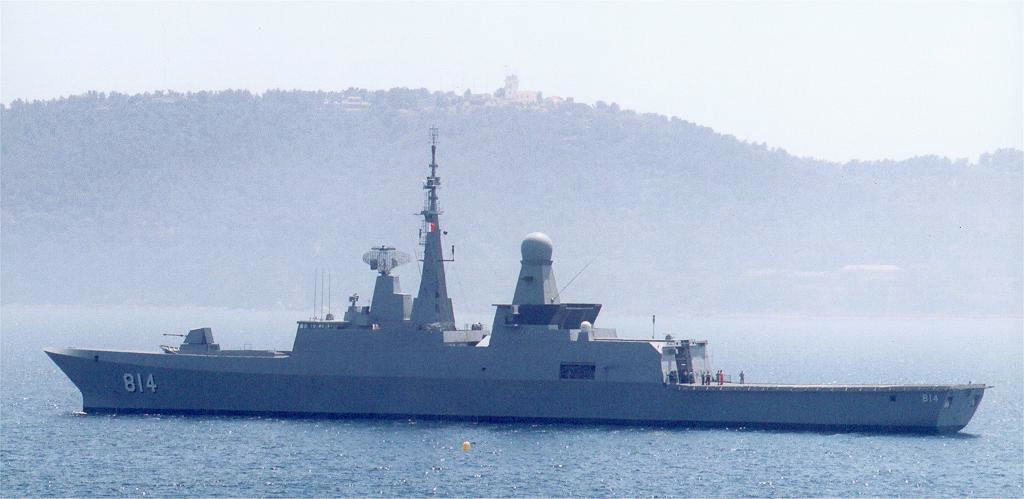
Makkah, fragata de la clase Al Riyadh.

La armada está dividida en dos flotas: la Flota Occidental tiene bases en Yeda, Jizán y Al Wajh; la Flota Oriental tiene bases en Jubail, Ad Dammam, Ras Mishab y Ras al Ghar. Los marines están organizados en un regimiento de infantería con dos batallones.
El inventario de la armada incluye 11 combatientes de superficie principales, 65 patrulleros y combatientes costeros, 7 buques de guerra antiminas, 8 embarcaciones anfibias y 7 embarcaciones de apoyo y varias. Las Fuerzas de Aviación Naval cuentan con 19 helicópteros (armados) que prestan servicio en apoyo naval.

### Fuerza Aérea

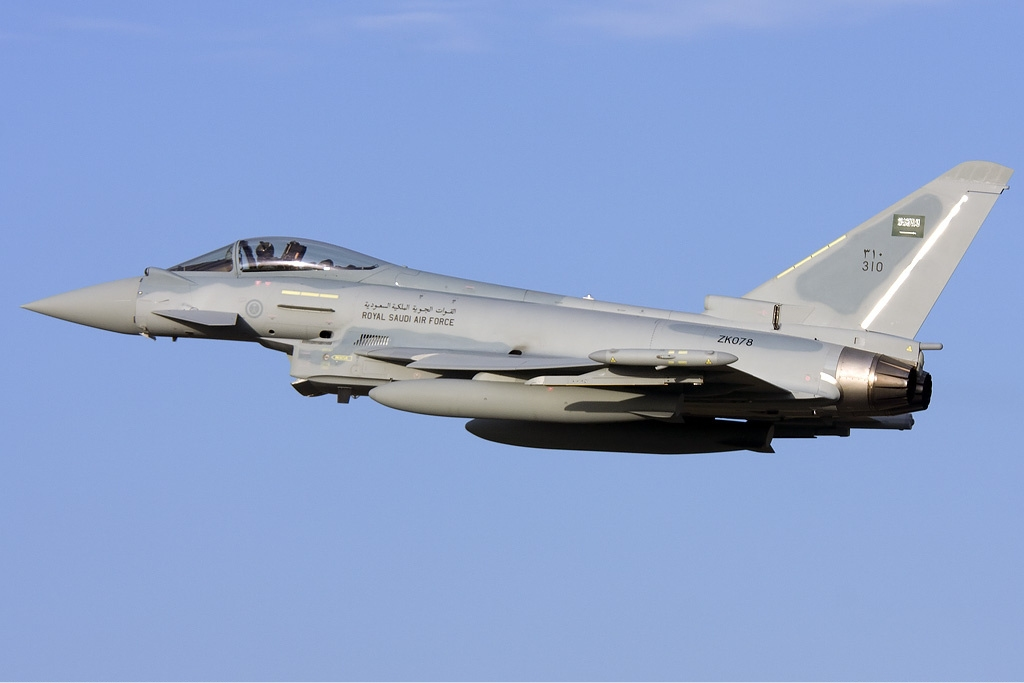
Eurofighter Typhoon.

La fuerza aérea está organizada en siete escuadrones de caza/ataque terrestre, seis escuadrones de caza y siete escuadrones de entrenamiento. Arabia Saudita cuenta con al menos 15 aeródromos militares activos.
En 2011, Arabia Saudita contaba con unos 300 aviones de combate. Los aviones de combate del reino son Typhoons recientemente adquiridos y aviones de combate Tornado IDS, F-15 Eagle y F-15E Strike Eagle modernizados. Arabia Saudita tiene pedidos más de 80 F-15 Eagle y una opción de compra de otros 72 Typhoons.

### Defensa Antiaérea

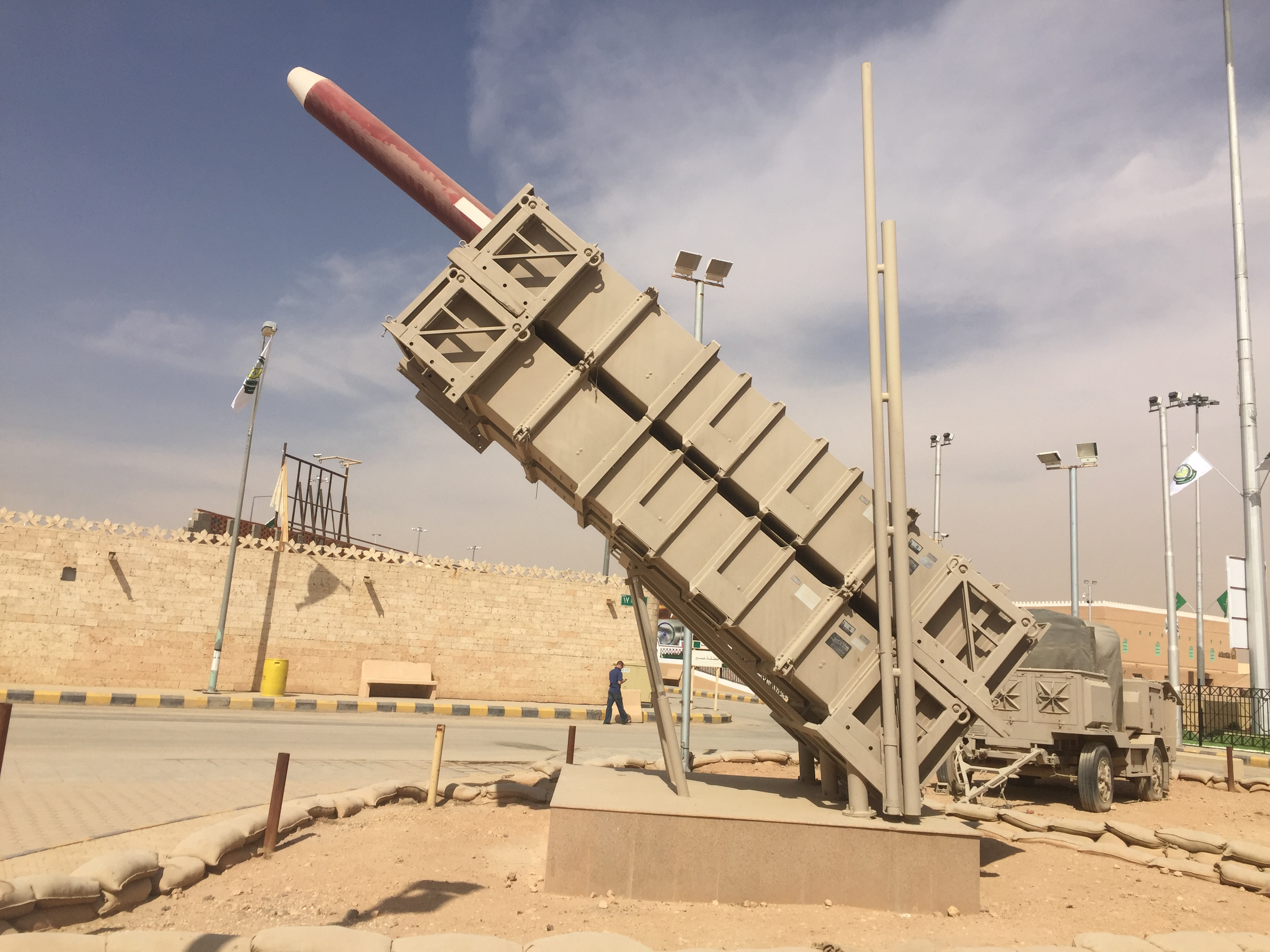
MIM-104 Patriot saudita en exhibición.

La Defensa Antiaérea formó parte del Ejército hasta 1981, cuando se convirtió en un servicio separado. Opera el "Escudo de la Paz", un sistema de radar y defensa antiaérea de última generación que consta de un Centro de Operaciones de Mando en Riad y bases operativas principales en Dhahran, Taif, Tabuk, Khamis Mushait y Al Kharj. El sistema total incluye 164 emplazamientos.
El equipamiento del sistema comprende 17 radares 3D de largo alcance General Electric AN/FPS-117, 6 radares tácticos Northrop Grumman AN/TPS-43 y el sistema de misiles de defensa aérea Raytheon Improved HAWK.

### Fuerza de Misiles Estratégicos
La Fuerza Real de Misiles Estratégicos Saudita (RSSMF: Royal Saudi Strategic Missile Forces) están equipadas con el misil chino DF-3A (CSS-2) Dongfeng vendido a Arabia Saudita por China. En 1987 se desarrolló una variante convencional con ojiva de alto poder explosivo (2150 kg) del misil balístico de alcance intermedio DongFeng 3A para un pedido de exportación a Arabia Saudita. Al parecer, en 1988 se entregaron más de 30 misiles y entre 9 y 12 lanzadores, aunque no se conoce ningún lanzamiento de prueba en el país. Según el balance militar del Instituto Internacional de Estudios Estratégicos del 2022, estima que las Fuerzas de Seguridad Militar cuentan con 2.500 efectivos. Probablemente se trate de una rama separada denominada oficialmente Fuerzas de Misiles Estratégicos.
Ciertamente, cuenta con una base avanzada de misiles balísticos Al-Watah (que aparece en las imágenes de satélite) en la rocosa zona central de Arabia Saudita, a unos 200 km al suroeste de la capital, Riad. Otras dos bases son la base de misiles balísticos Al Sulayyil (la más antigua, situada a 450 km al suroeste de Riad) y la base Al Jufayr (situada a 90 km al sur de Riad), que presentan muchas similitudes, lo que sugiere que comparten la misma función.

## Servicio Médico de las Fuerzas Armadas
El Servicio Médico de las Fuerzas Armadas de Arabia Saudita presta servicios médicos a todos los miembros de las fuerzas armadas. Está dirigido por un director general y es responsable de 24 hospitales militares en toda Arabia Saudita.
El servicio realiza operaciones de transporte aéreo con su propia flota de aviones:
- Hospital volante Lockheed Martin VC-130H
- Helicóptero Bell 212
- Helicóptero Aerospatile Dolphin 365N
- Helicóptero Sikorsky UH60 Desert Hawk
- Learjet
- Gulfstream G3
- Gulfstream G4
- Gulfstream G5

## Grandes operaciones militares

### Incautación de la Gran Mezquita
En 1979, extremistas islámicos tomaron el control de la Gran Mezquita de La Meca. Los extremistas estaban dirigidos por Juhayman Al Otaiba y mantuvieron a muchos fieles como rehenes durante semanas.
Con la ayuda de tropas paquistaníes y occidentales, el ejército saudita capturó a los terroristas en el interior de la Gran Mezquita.

### Guerra del Golfo

Tormenta del Desierto, la liberación de Kuwait e invasión militar de Irak en 1991, se lanzó desde territorio saudita y las fuerzas sauditas participaron en la operación.

Cuando Irak invadió Kuwait, país vecino de Arabia Saudita en el norte, en 1990, Arabia Saudita solicitó inmediatamente el despliegue de tropas estadounidenses en el país para disuadir de nuevas agresiones. Las fuerzas sauditas participaron en la posterior Operación Tormenta del Desierto: Los pilotos sauditas volaron más de 7.000 salidas y las tropas sauditas participaron en las batallas en torno a la ciudad saudita de Ras al-Jafji.

### Operación Vigilancia del Sur
Desde la guerra del Golfo, Estados Unidos estacionó 5.000 soldados en Arabia Saudita, cifra que aumentó a 10.000 durante el conflicto de 2003 en Irak. La Operación Vigilancia del Sur hizo cumplir las zonas de exclusión aérea sobre el sur de Irak establecidas después de 1991, además, las exportaciones de petróleo del país a través de las rutas marítimas del Golfo Pérsico están protegidas por la Quinta Flota de Estados Unidos con base en Baréin. Fue llevada a cabo por la Fuerza Operativa Conjunta del Suroeste Asiático con la misión de vigilar y controlar el espacio aéreo al sur del Paralelo 32 (ampliado al Paralelo 33 en 1996) en Irak, tras la Guerra del Golfo Pérsico de 1991 hasta la invasión de Irak en 2003.
Esta fue una de las motivaciones declaradas de los atentados del 11 de septiembre, así como el bombardeo de las Torres Khobar. Bin Laden interpretó que el profeta islámico Mahoma prohibía la "presencia permanente de infieles en Arabia".

### Insurgencia chií en Yemen
El 5 de noviembre de 2009, las Fuerzas Terrestres Reales Sauditas lanzaron una amplia ofensiva terrestre contra los rebeldes chiíes hutíes de Yemen después de que éstos cruzaran la frontera saudita para flanquear al Ejército yemení, que había lanzado una campaña militar contra los hutíes para controlar y pacificar las montañas del norte de Yemen y mataran a dos guardias fronterizos sauditas. Las fuerzas sauditas recurrieron en gran medida a la aviación y la artillería para ablandar a los rebeldes sin arriesgar a sus hombres. El ejército saudita perdió 133 soldados en los combates contra los rebeldes y la mayoría de las bajas se produjeron cuando las fuerzas terrestres intentaron entrar en zonas que habían sido ablandadas por bombardeos que "hicieron saltar las alarmas en todo el mundo árabe suní ante la posibilidad de que Irán pudiera estar apoyando a los rebeldes yemeníes".

## Industria militar
La gran mayoría del equipamiento militar de Arabia Saudita se importa del mundo occidental Estados Unidos vendió más de 80.000 millones de dólares en material militar entre 1951 y 2006 al ejército saudita. En 2013, el gasto militar saudita ascendió a 67.000 millones de dólares, superando al del Reino Unido, Francia y Japón y situándose en cuarto lugar a nivel mundial. El Reino Unido también ha sido uno de los principales proveedores de equipamiento militar de Arabia Saudita desde 1965. Desde 1985, el Reino Unido ha suministrado aviones militares, en particular, los aviones de combate Tornado y Eurofighter Typhoon, y otros equipos en el marco del acuerdo de armas a largo plazo Al-Yamamah, cuyo valor se estimaba en 43.000 millones de libras en 2006 y se cree que asciende a otros 40.000 millones de libras. En 2012, el gigante británico de la defensa BAE firmó un acuerdo de 1.900 millones de libras (3.000 millones de dólares) para suministrar aviones de entrenamiento Hawk a Arabia Saudita.
Según el Instituto Internacional de Estocolmo para la Investigación de la Paz, en 2010-14 Arabia Saudita se convirtió en el segundo mayor importador de armas del mundo, recibiendo cuatro veces más armas importantes que en 2005-2009. Las principales importaciones en 2010-2014 incluyeron 45 aviones de combate del Reino Unido, 38 helicópteros de combate de Estados Unidos, cuatro aviones cisterna de España y más de 600 vehículos blindados de Canadá. Arabia Saudita recibió el 41% de las exportaciones de armas del Reino Unido en 2010-2014. Sólo en 2015, Francia autorizó la venta de armas a Arabia Saudita por valor de 18.000 millones de dólares. Se cree que el acuerdo armamentístico de 15.000 millones de dólares con Arabia Saudita es la mayor venta de armas de la historia de Canadá. En 2016, el Parlamento Europeo decidió imponer temporalmente un embargo de armas a Arabia Saudita, como consecuencia del sufrimiento de la población civil de Yemen por el conflicto con Arabia Saudita. En 2017, Arabia Saudita firmó un acuerdo armamentístico de 110.000 millones de dólares con Estados Unidos. Arabia Saudita es el mayor cliente de armas de Gran Bretaña, con más de 4.600 millones de libras compradas desde el inicio de la coalición liderada por Arabia Saudita en Yemen. Según un informe de Global Affairs Canada, en 2019 se vendió a Arabia Saudita una cantidad récord de material militar, a pesar de su deficiente historial en materia de derechos humanos.
Tras el asesinato de Jamal Khashoggi, el 25 de octubre de 2018 se aprobó una resolución no vinculante en el Parlamento Europeo en la que se instaba a los países de la Unión Europea a imponer un embargo de armas a Arabia Saudita en toda la Unión Europea. Alemania se convirtió en el primer gobierno occidental en suspender un futuro acuerdo de armas con el reino después de que Angela Merkel declarara que "las exportaciones de armas no pueden tener lugar en las circunstancias actuales".
El vehículo de combate de infantería Al-Fahd y el vehículo blindado de transporte de tropas Al-Faris 8-400, utilizados por las Fuerzas Terrestres Sauditas, fueron fabricados por la Compañía Abdallah Al Faris de Industrias Pesadas, con sede en Dammam. También son de fabricación saudita los vehículos blindados Al-Kaser y Al-Mansour y el MRAP Al-Masmak, que ha alcanzado un nivel de protección muy elevado Ashibl 1 y Ashibl 2 son vehículos blindados de fabricación saudita utilizados por las Fuerzas Terrestres Reales Sauditas y las unidades de operaciones especiales de élite del Batallón 85 del reino. Arabia Saudita también ha presentado recientemente el nuevo MRAP Tuwaiq. Industrias Militares de Arabia Saudita firmó un Memorando de Entendimiento con Rosoboronexport para la producción local del sistema de misiles guiados antitanque (ATGM: Anti-Tank Guided Missile) 9M133 Kornet-EM, el lanzacohetes múltiple avanzado TOS-1A y los lanzagranadas automáticos AGS-30 con granadas y Kalashnikov AK-103.